# Спишска Капитула
Спишска Капитула (словац. Spišská Kapitula, нем. Zipser Kapitel, венг. Szepeshely Káptalan, лат. Capitulum Scepusiense) ― район города Спишске-Подградье в Словакии, являющийся частью объекта Всемирного наследия ЮНЕСКО «Левоча, Спишский Град и связанные с ними культурные памятники». Район расположен на восточном склоне холма, примерно в 1,5 км к западу от рынка города.

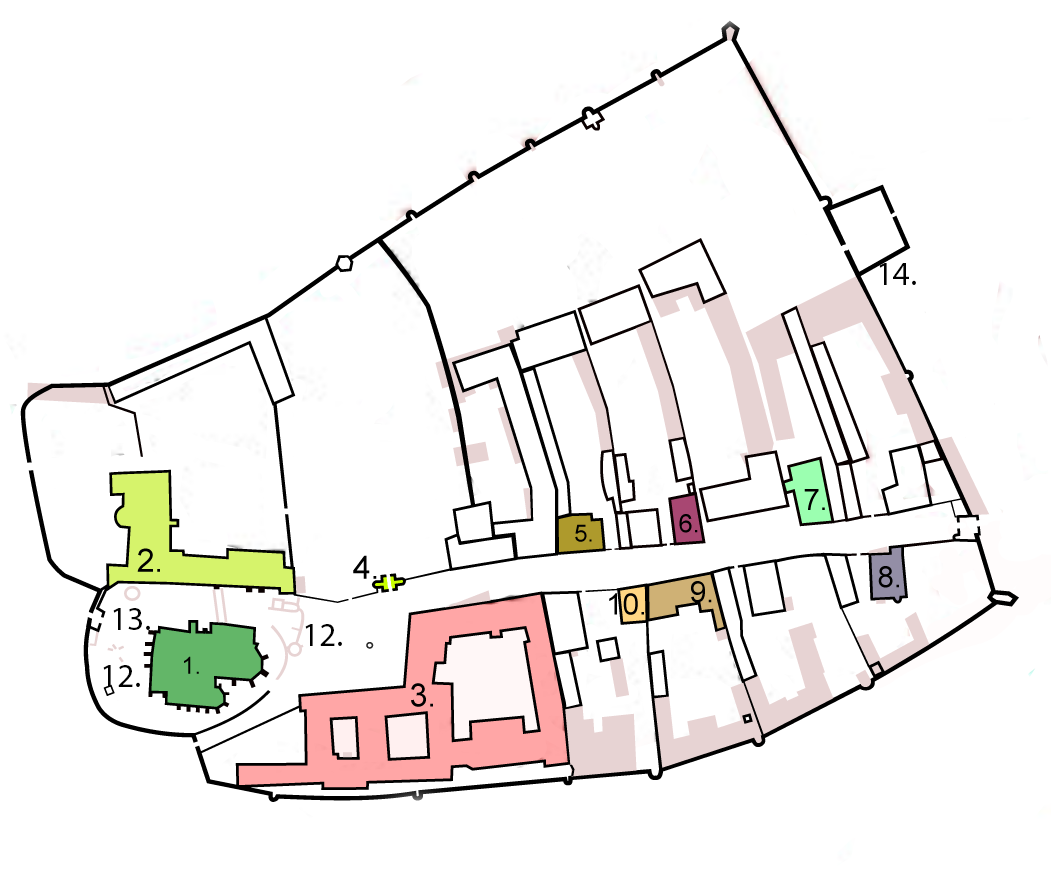
План:
1. Собор Святого Мартина, 2. Епископский дворец, 3. Семинария, 4. Часовая башня

## Описание и история
На территории Спишской Капитулы находятся собор Святого Мартина Турского, бывший монастырь, семинария и единственная улица приблизительно с 30 домами, построенными в эпоху Средневековья. Район обнесён стеной, из нижних ворот которой открывается обширный вид на Спишский Град, расположенный на противоположном холме. Спишска Капитула стала главным местом церковного управления в регионе в конце XII века. В 1776 году она стала резиденцией спишских епископов после того, как венгерская королева Мария Терезия разделила Эгерскую епархию.

## Собор Святого Мартина

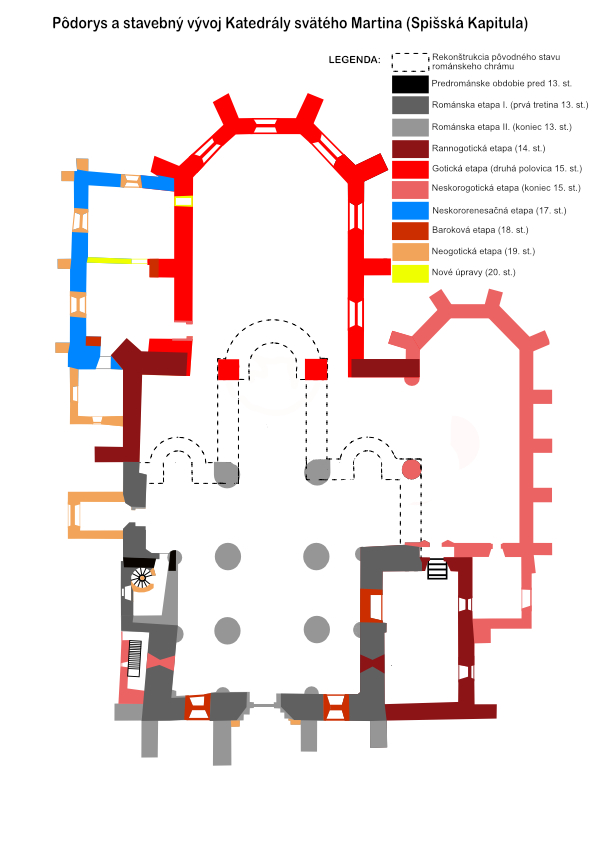
План собора Святого Мартина

Главным сооружением данного архитектурного ансамбля является собор Святого Мартина с одним нефом, двумя приделами и одним трансептом. Он был построен между 1245 и 1273 годами в романском стиле с последующими достройками в стиле готики. На настенных фресках собора можно увидеть изображение коронации короля Карла I Роберта. Одновременно с собором был построен епископский дворец. Недалеко от дворца находится парк, вход в который лежит через часовую башню.
В 1995 году собор посетил Папа Иоанн Павел II. В 2003 году в нём был перезахоронен епископ Ян Войташак (1877-1965).

## Галерея

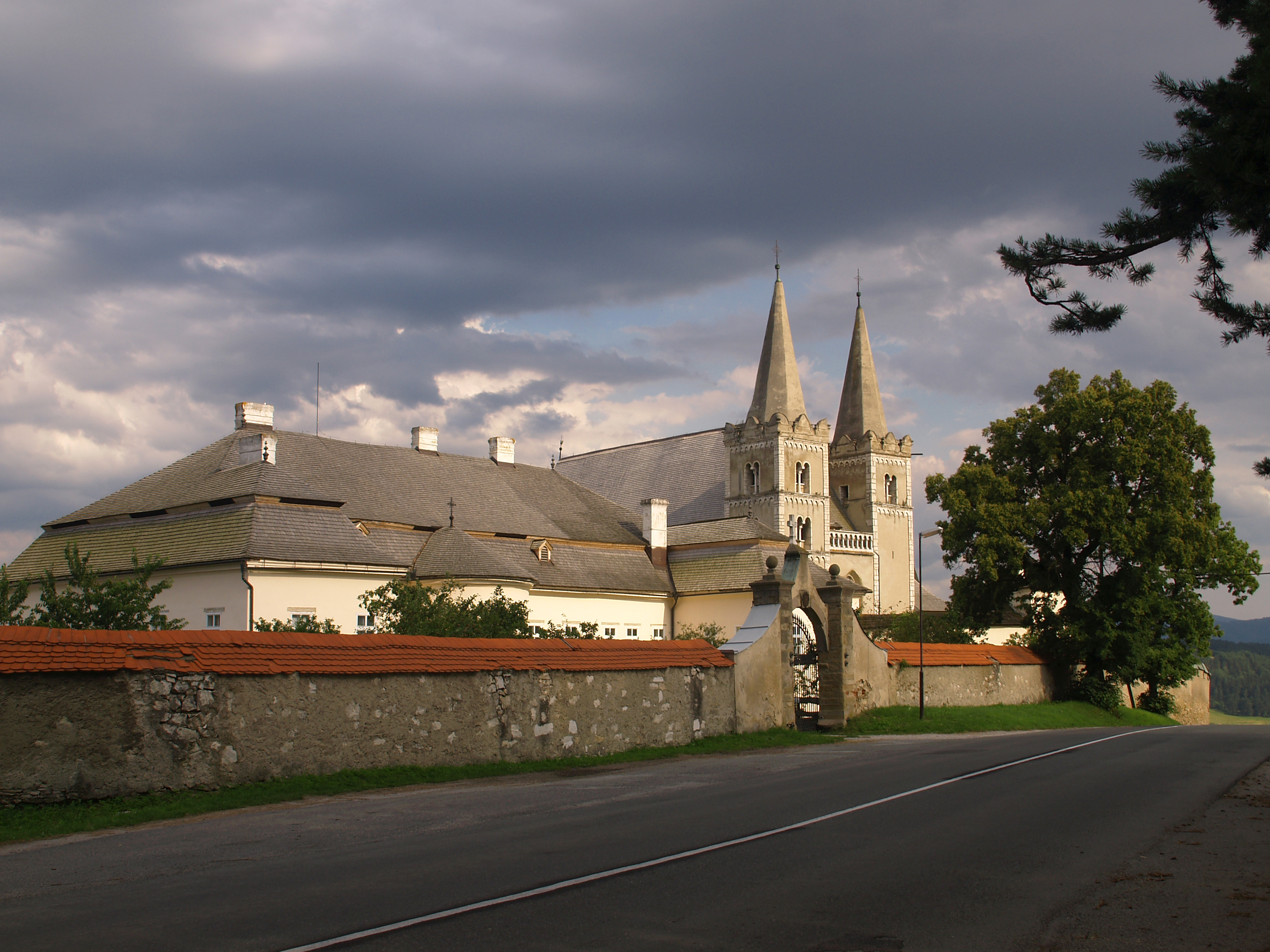
Спишска Капитула
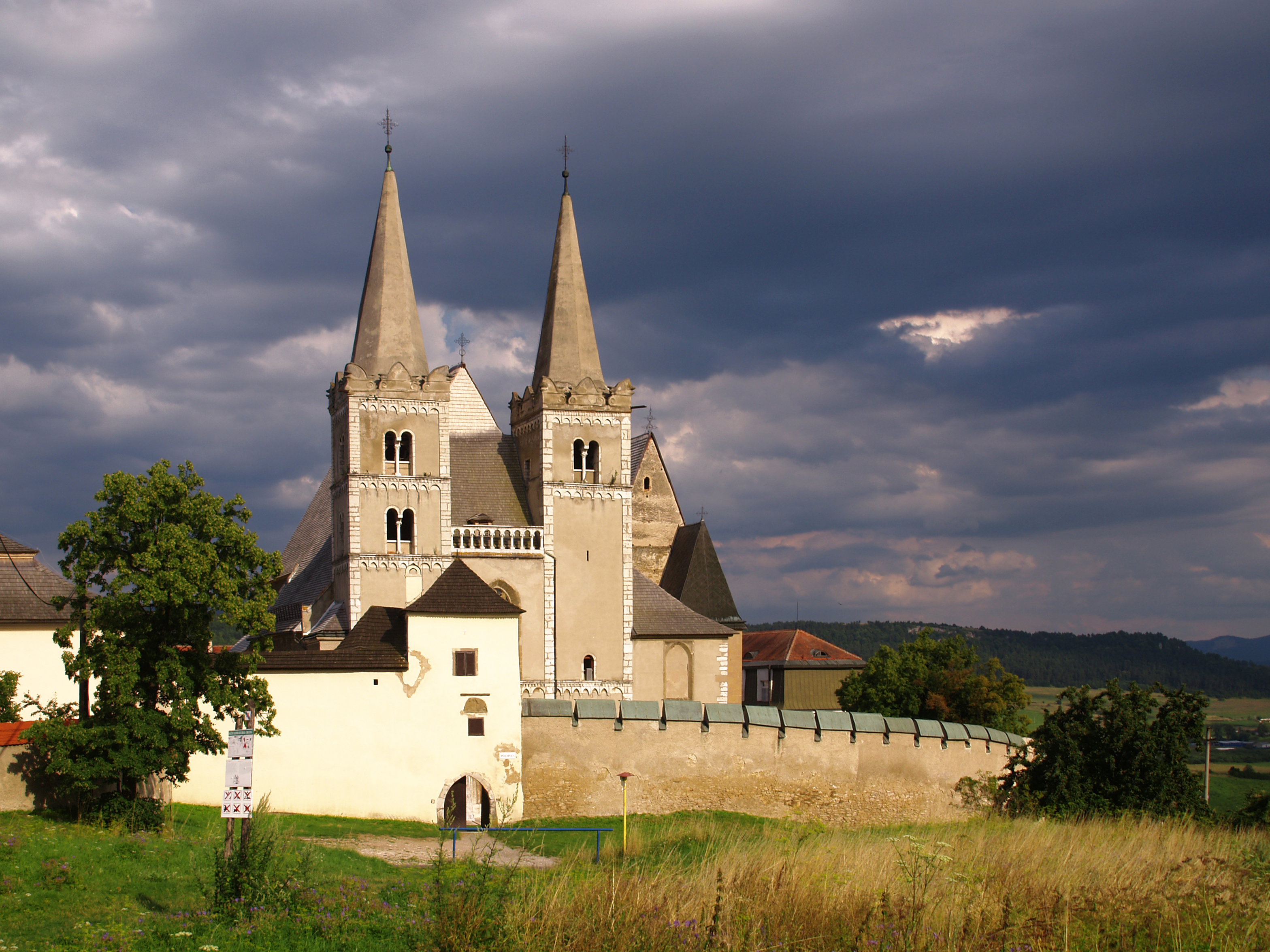
Собор Святого Мартина и Верхние ворота
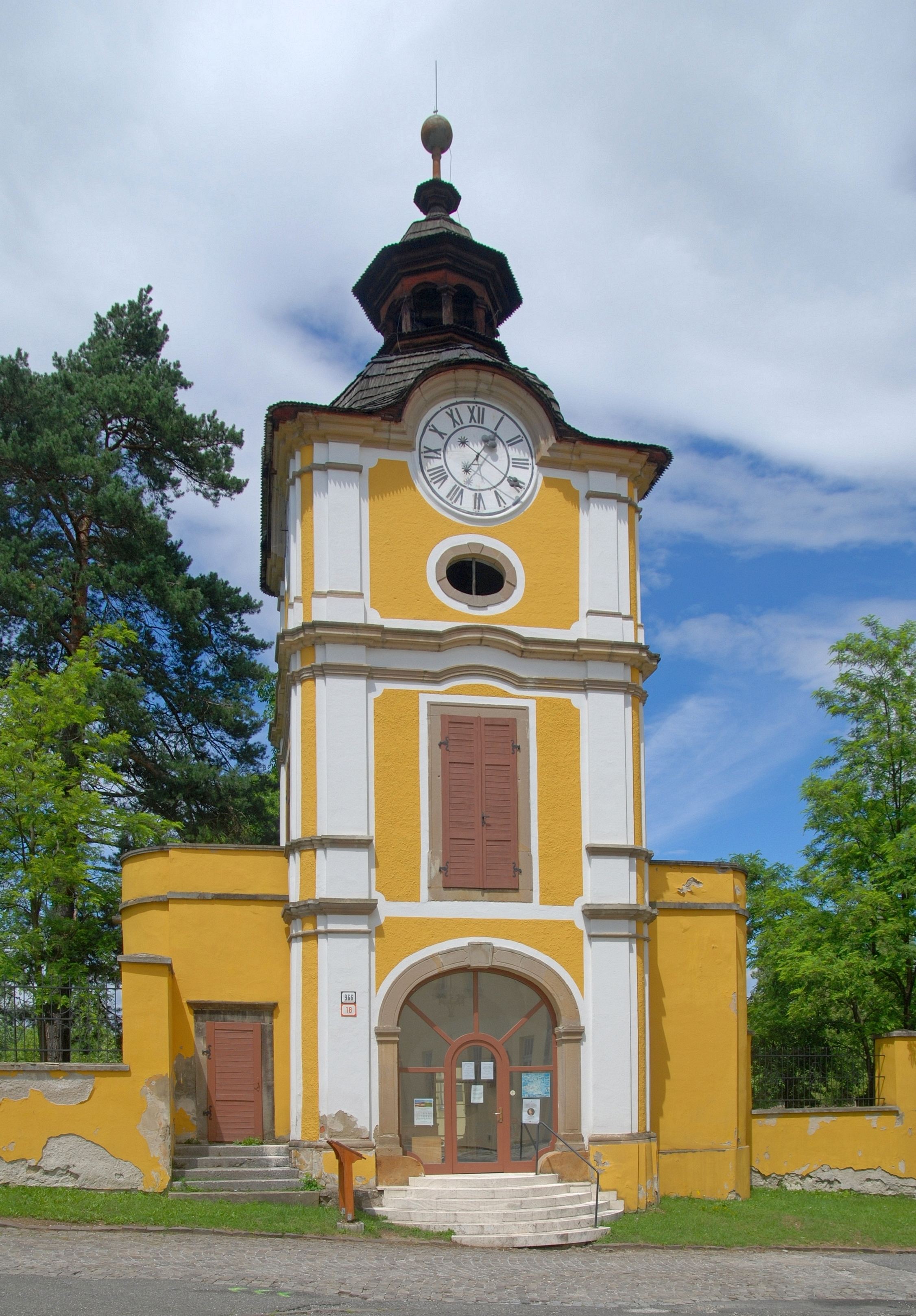
Колокольня
Собор Святого Мартина
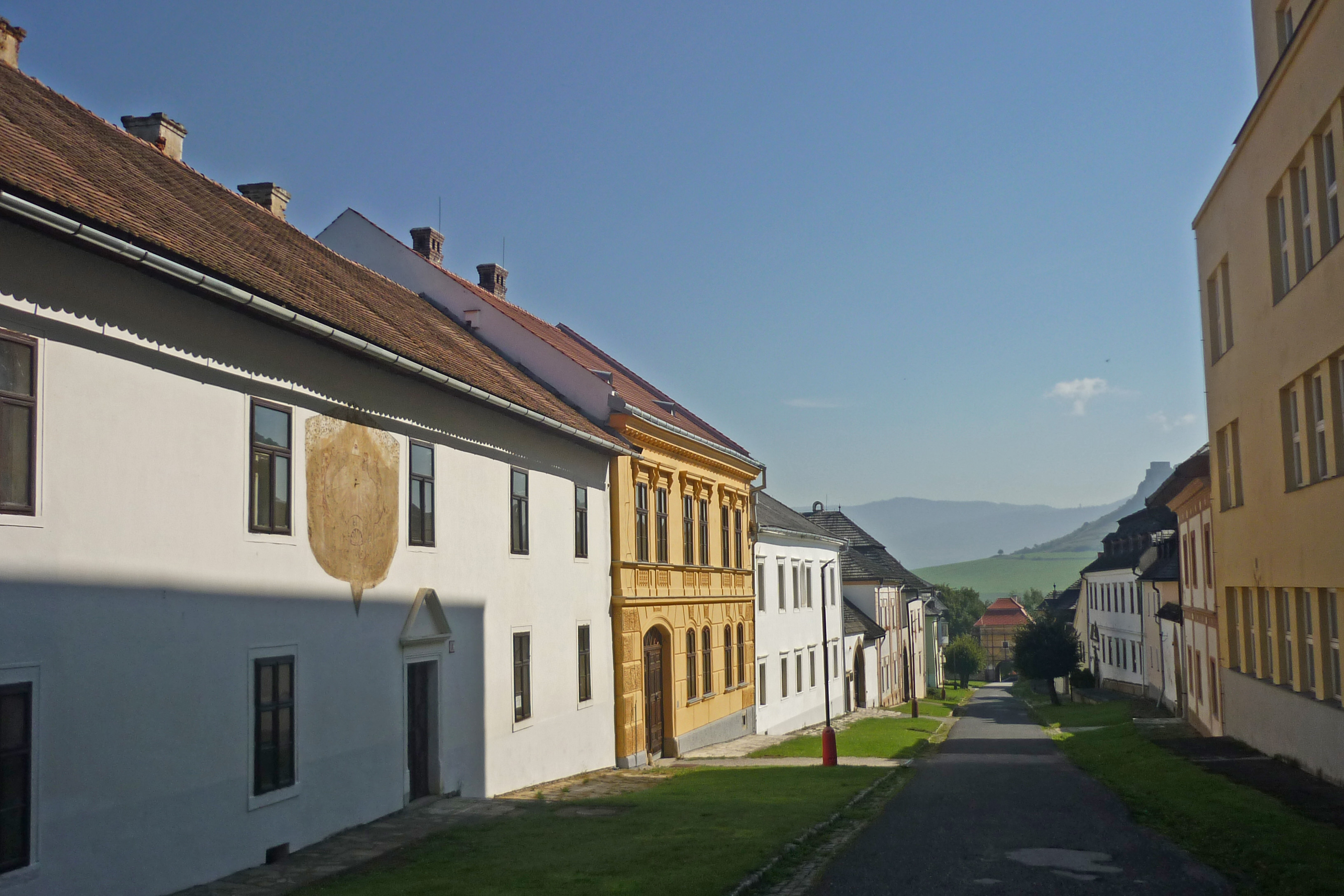
Улица
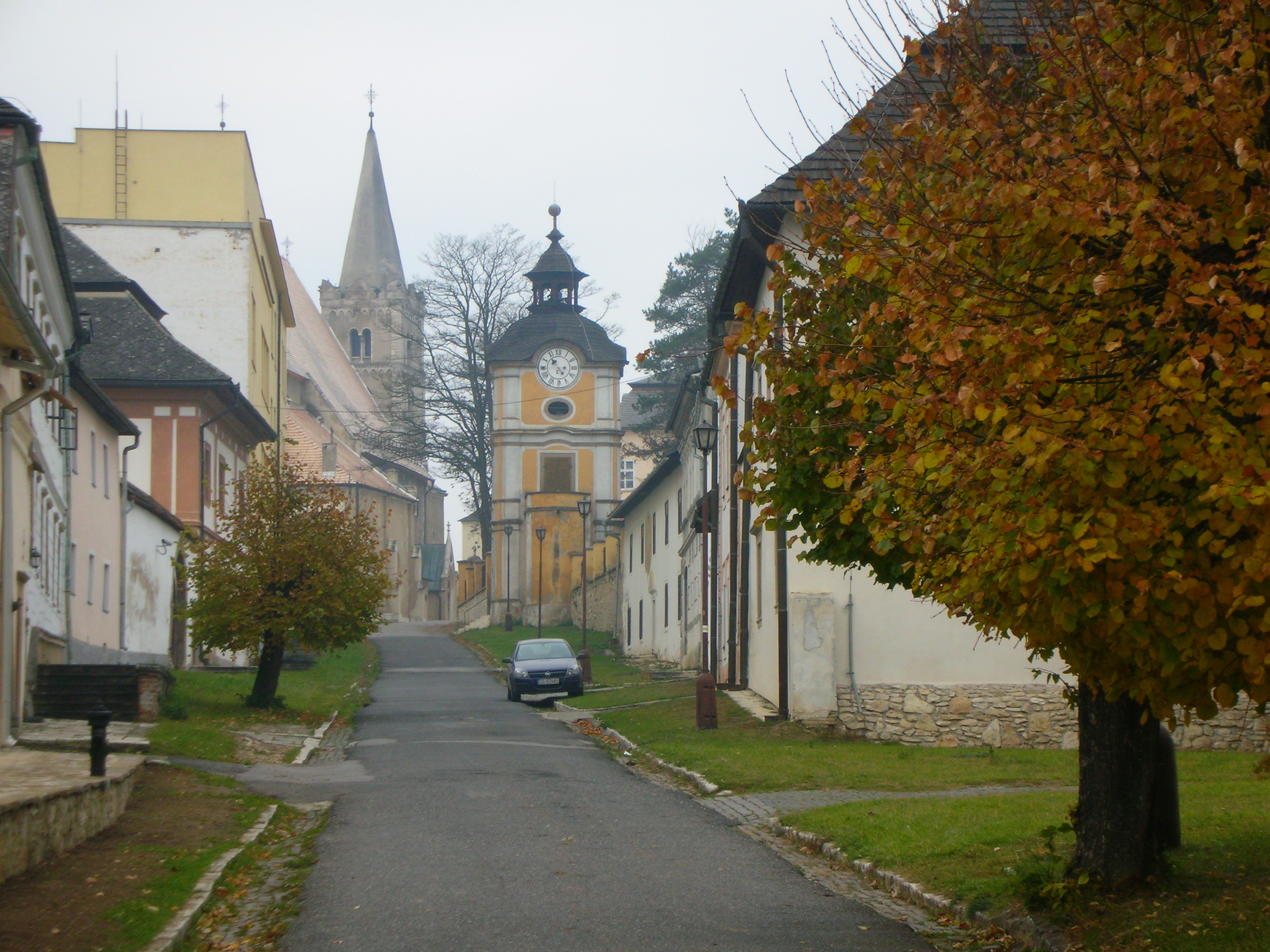
Улица
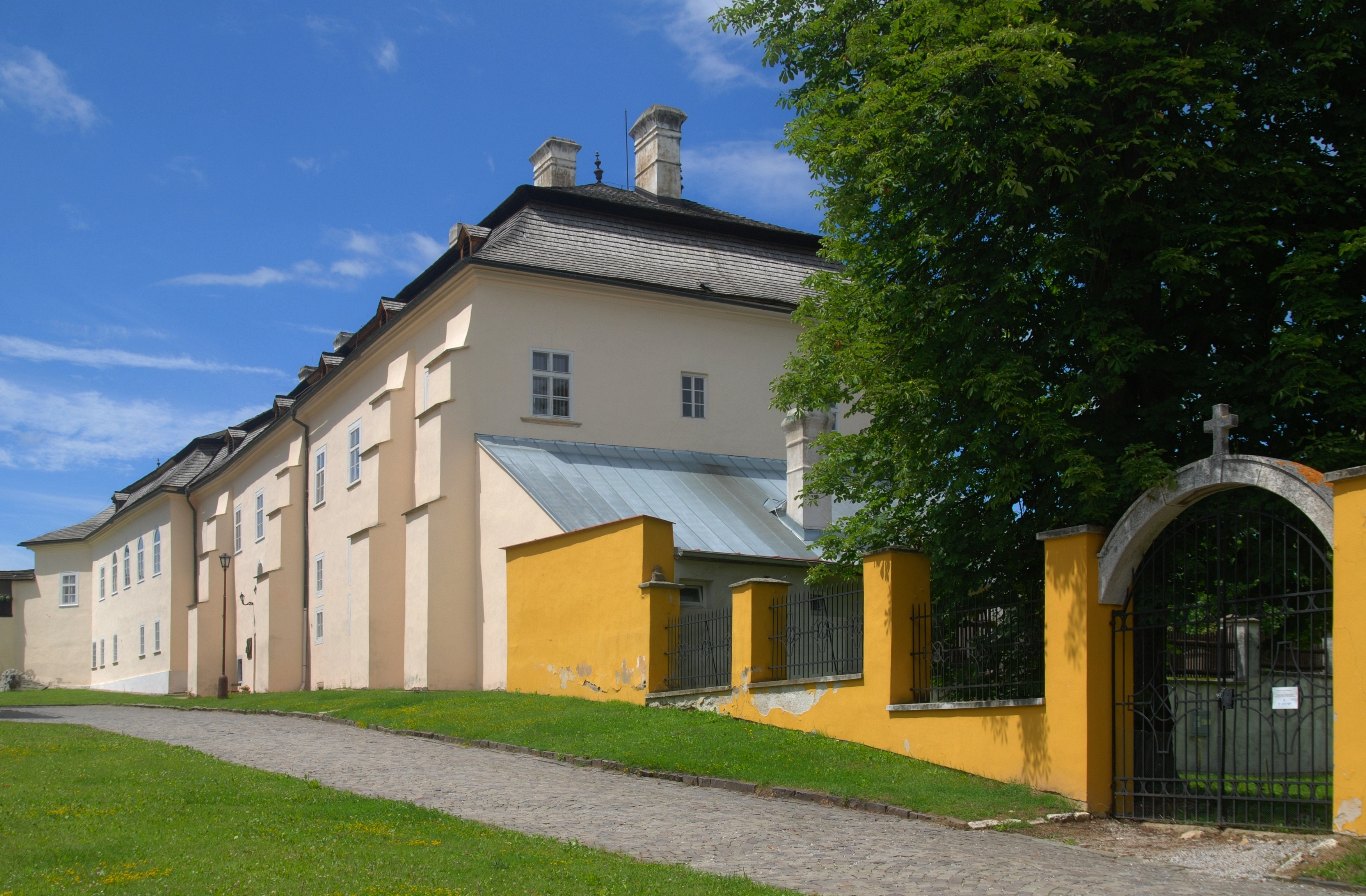
Епископский дворец
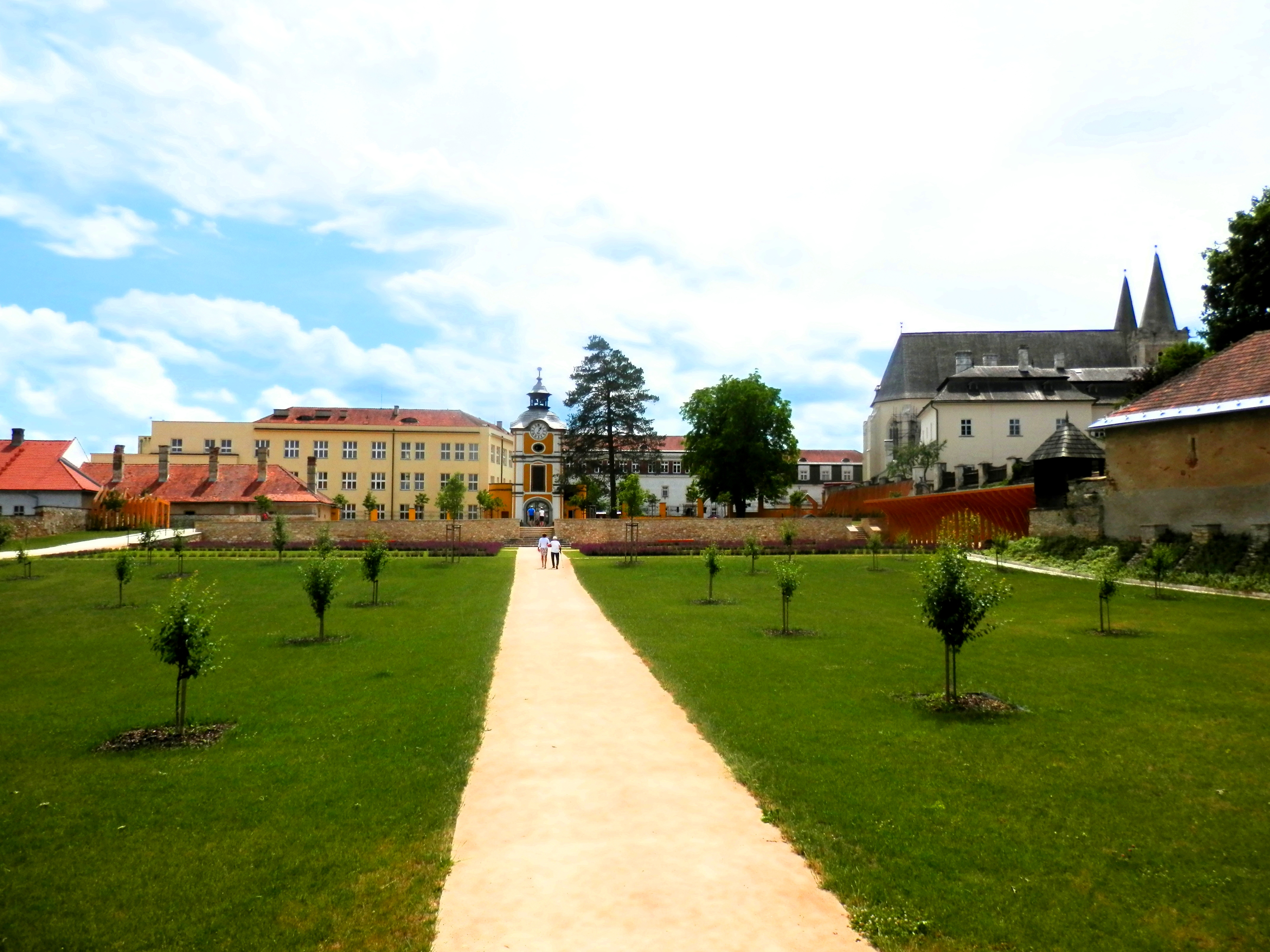
Парк
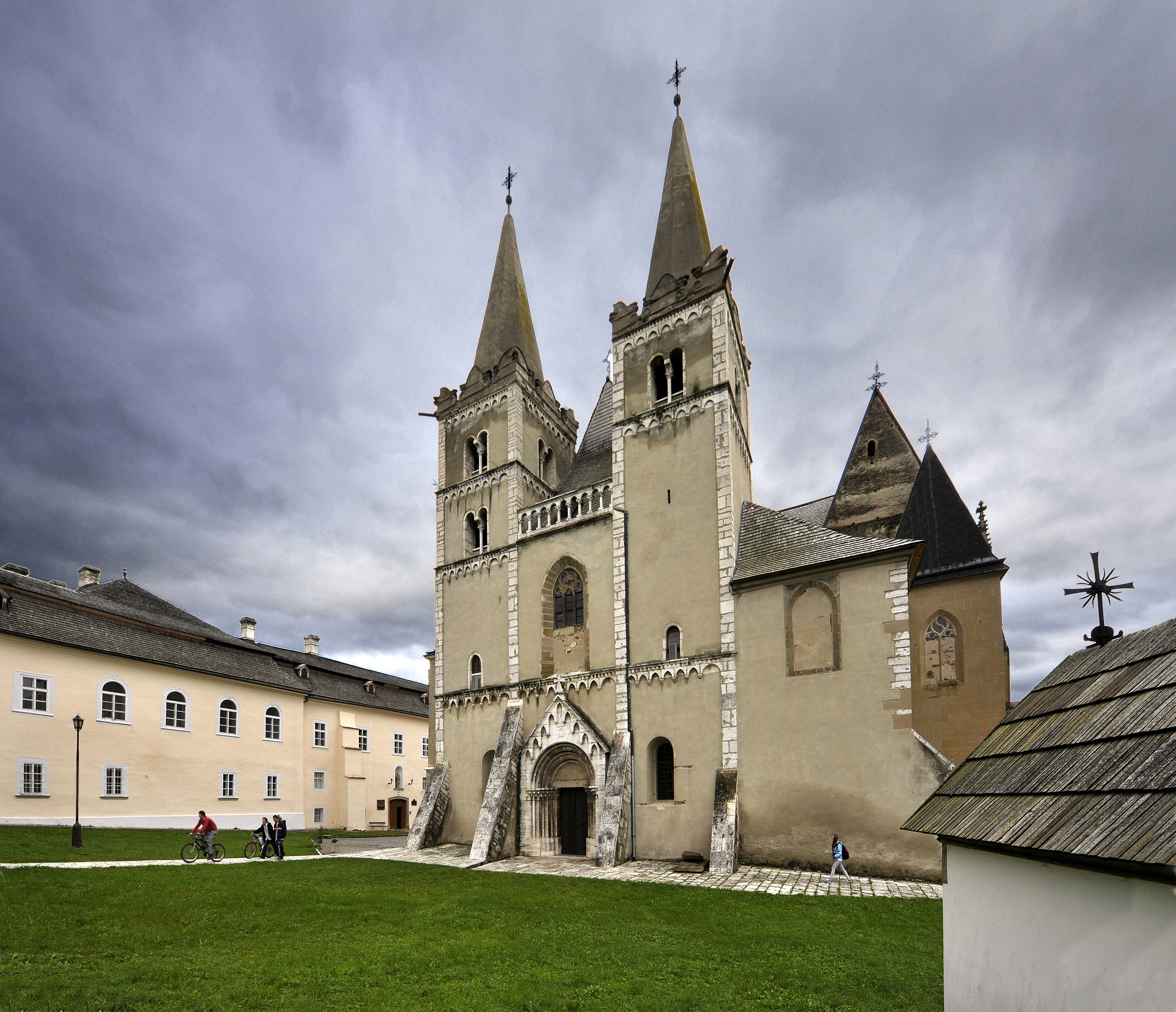
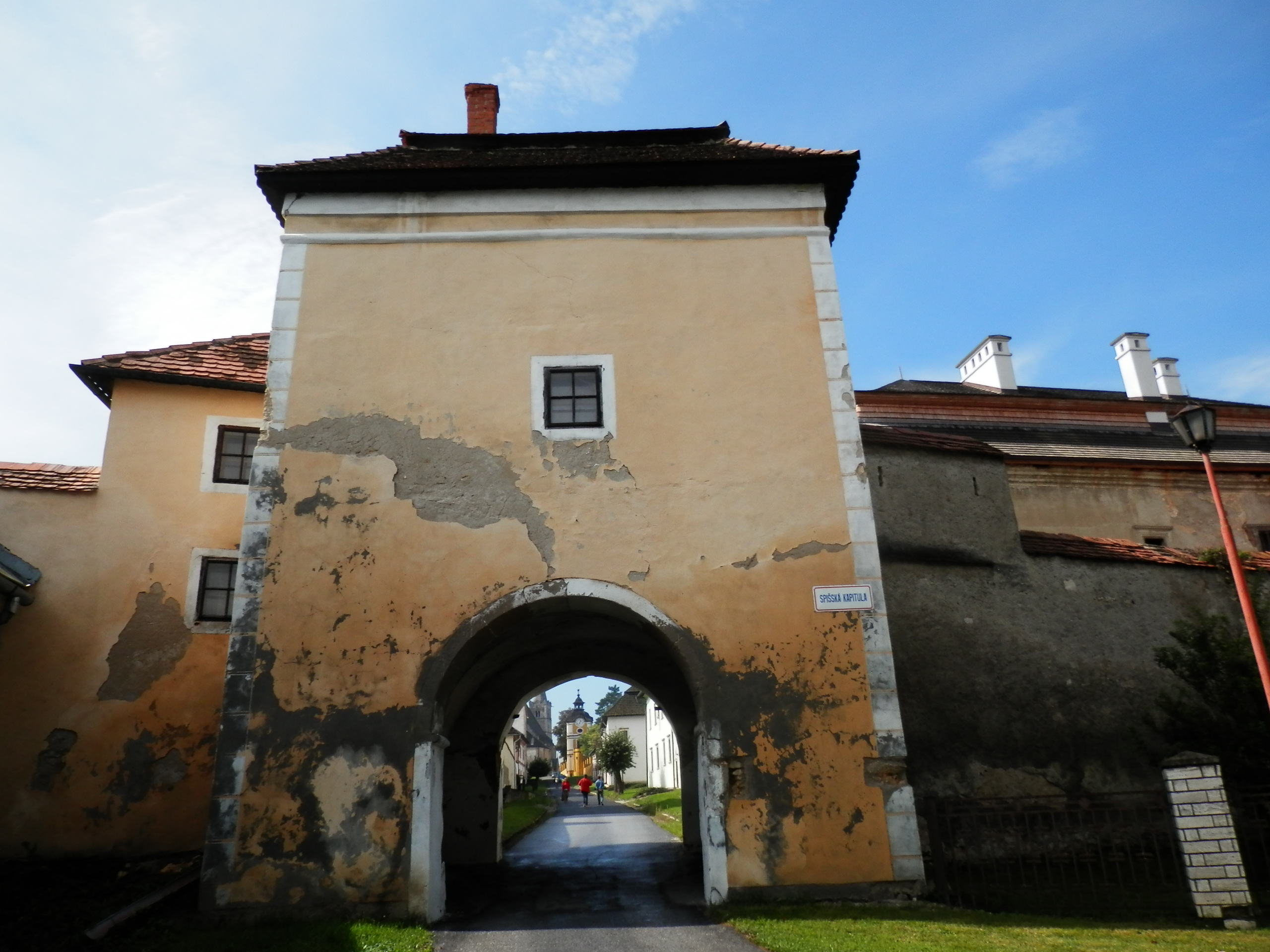
Нижние ворота
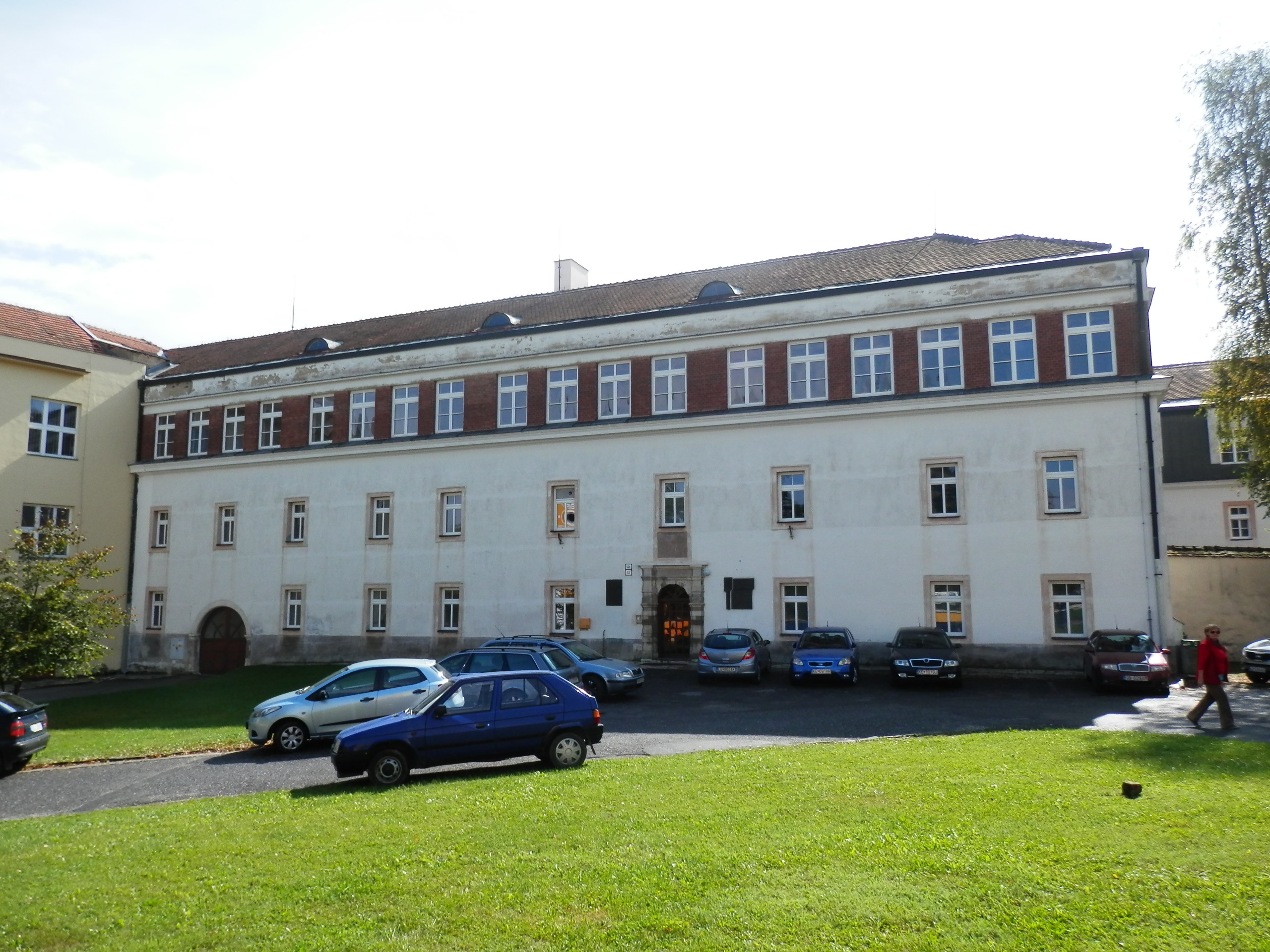
Семинария